# Husfeld (Mansbach)
Koordinaten: 50° 47′ 10″ N, 9° 57′ 5″ O
Husfeld ist eine Wüstung in der Gemarkung von Mansbach, einem Ortsteil der Gemeinde Hohenroda im nordhessischen Landkreis Hersfeld-Rotenburg.

## Lage
Die Ortschaft lag 2,5 km östlich von Mansbach im äußersten Osten der heutigen Dorfgemarkung auf 262 m Höhe über NHN im Wald unmittelbar an der Landesgrenze Hessens zu Thüringen. Die Ulster verläuft etwa 500 weiter östlich, und der Ulstertalradweg verläuft etwa 100 m östlich der Wüstung. Die kleine zu Mansbach gehörende Siedlung „Siffig“ liegt rund 600 m westlich.

## Geschichte
Der Ort wurde im Jahre 1454 als „Hirsefeld“ in einem Kopiar von Lehnsurkunden der Abtei Fulda erstmals urkundlich erwähnt, als Zubehör des fuldischen Lehens von Oberbreitzbach der Herren von Mansbach. 1715 wird „Hausfeld“ noch einmal in einer Urkunde derer von Mansbach erwähnt, war aber wohl längst wüst gefallen. Auf der Niveaukarte des Kurfürstentums Hessen von 1840–1861 wird nur noch die Feldflur „Das Husfeld“ identifiziert.